# True Colors (compilation)
True Colors è una compilation pop-dance pubblicata nel 2007, a ridosso del tour statunitense da cui prende il nome, il True Colors Tour.
Durante il tour Cyndi Lauper, insieme agli Erasure, ha più volte cantato il brano Early Bird, la cui versione originale, della durata di 3 minuti e 11 s, è stata pubblicata, sempre nel 2007, nell'EP Storm Chaser. Nell'album è invece presente la versione DJ Manolo's True Colors Mix.

## Tracce
1. True Colors [Morel Mix] - Cyndi Lauper
2. Shores of California - The Dresden Dolls
3. Oh Yeah - The Cliks
4. Rock & Roll Heaven's Gate - Indigo Girls
5. Gay MessiahX - Rufus Wainwright
6. What Is Love - Debbie Harry
7. Early Bird [DJ Manolo's True Colors Mix] - Erasure feat. Cyndi Lauper
8. Plastic Surgery Slumber Party - Jeffree Star
9. (Take Back) The Revolution - The Gossip
10. Watch My Mouth - Cazwell